# Suna no onna
Suna no onna (Japans: 砂の女) is een Japanse film uit 1964 onder regie van Hiroshi Teshigahara. De film is gebaseerd op de gelijknamige roman van Kobo Abe uit 1962, die tevens het script voor zijn rekening nam.
De film is ook uitgebracht als Vrouw in het Zand en Woman in the Dunes.
Suna no onna ontving in 1964 de Speciale Jury Prijs op het filmfestival in Cannes en werd later genomineerd voor een Academy Award in de categorieën voor Beste Niet-Engelstalige film en Beste Regisseur.

## Verhaal
Een entomoloog (Eiji Okada) bevindt zich in een afgelegen gebied buiten Tokio om insecten te verzamelen. Wanneer hij de laatste bus huiswaarts mist, gaat hij overnachten bij een alleenstaande vrouw (Kyōko Kishida) wier huis in een zandkuil enkel te bereiken is door middel van een hangladder. Wanneer de man de volgende ochtend wakker wordt, is de hangladder waarmee hij is afgedaald verdwenen. Hij wordt door de vrouw en de dorpsbewoners gevangen gehouden en is gedoemd tot leven in de zandkuil. Gaandeweg berust de entomoloog in zijn lot en ontwikkelt zich een relatie tussen hem en de vrouw.

## Rolverdeling
| Acteur        | Personage    |
| ------------- | ------------ |
| Eiji Okada    | Niki Junpei  |
| Kyoko Kishida | weduwe       |
| Koji Mitsui   | oude inwoner |